# 미카엘 (래퍼)
미카엘(1999년 5월 17일~)은 대한민국의 래퍼이고 음악 프로듀서로, 2019년 싱글 앨범 [Come With Me]로 데뷔했다.

## 방송
- 쇼미더머니 11 (2022) - Top108